# Halim Aqa Sherzad
Halim Aqa Sherzad (Agha und Shirzad bzw. Schirzad als alternative Schreibweise; * in Afghanistan) ist ein afghanischer Fußballschiedsrichter.

## Karriere
Seit der Saison 2013 pfeift Sherzad in der Afghan Premier League. Im selben Jahr war er erstmals Finalschiedsrichter im Spiel zwischen Shaheen Asmayee und Simorgh Alborz (3:1 n. V.) und der zweite nach Hamidullah Yousufzai, der in der Saison 2012 das als Schiedsrichter im Finale eingesetzt wurde. Während der Saison 2014 zeigte er Shekaib Faqiri im Spiel von Tofan Harirod gegen De Spinghar Bazan fälschlicherweise die rote Karte. Für diese Fehlentscheidung wurde Sherzad vom Schiedsrichter-Komitee der AFF für zwei Spiele gesperrt. Dennoch leitete er noch das Finalspiel derselben Saison zwischen Shaheen Asmayee und Oqaban Hindukush (3:2 n. V.). Auch in den beiden Spielzeiten 2015 und 2016 leitete Halim Aqa Sherzad das Finale der Afghan Premier League. 
Mit 36 Einsätzen ist er Rekordschiedsrichter der APL vor Mohammad Reza Mohammadi (19).
Seit 2013 besitzt Sherzad die Assistenz-Schiedsrichter-Lizenz der FIFA. Er war einer von 17 Schiedsrichtern, die für die erste U-14-Asienmeisterschaft 2014 abgestellt wurden. Im Gruppenspiel Südkorea gegen Irak (0:1) absolvierte er seinen ersten internationalen Einsatz als Schiedsrichter, im darauffolgenden Spiel Irak gegen Tadschikistan (1:1) assistierte er dem syrischen Schiedsrichter Mohamad Karram. 2014 nahm er erstmals an einem Schiedsrichter-Lehrgang der Asian Football Confederation teil. Im Jahr 2015 wurde er unter 110 Mitbewerbern für das AFC Project Future Referees, Batch 2015 ausgewählt, wo er einen zweijährigen Schiedsrichter-Ausbildungskurs durchläuft. Nach zwei halbjährlich stattfindenden  Trainingslagern in Kuala Lumpur und Male nahm er 2017 im Rahmen des dritten Lehrgangs am Sanix Cup International Youth Football Tournament in Fukuoka teil.